# Ensete ventricosum
Ensete ventricosum (etiopisk banan) är en enhjärtbladig växtart som först beskrevs av Friedrich Welwitsch, och fick sitt nu gällande namn av Ernest Entwistle Cheesman. Ensete ventricosum ingår i släktet ensetebanansläktet, och familjen bananväxter. Inga underarter finns listade i Catalogue of Life.

## Bildgalleri

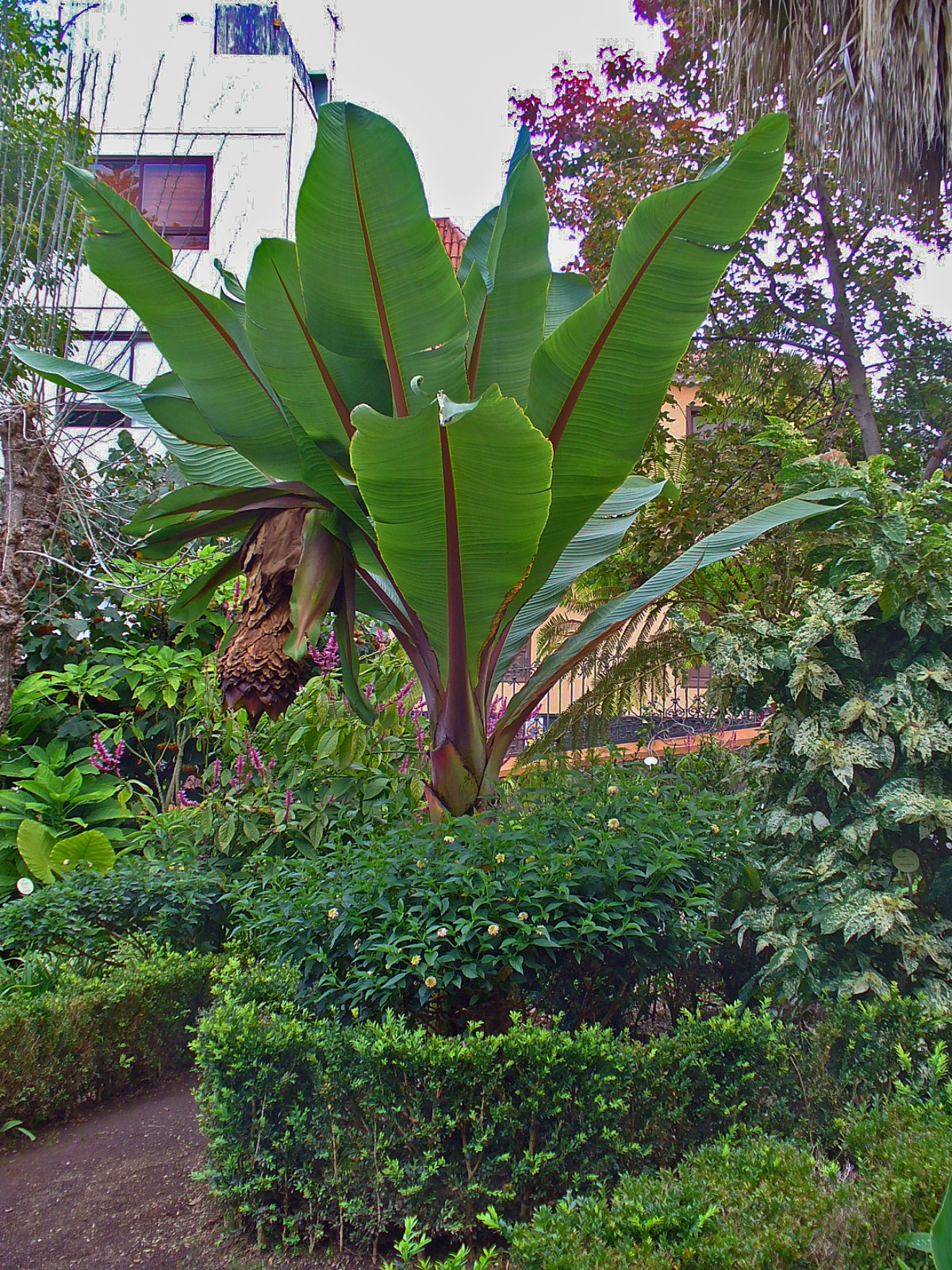
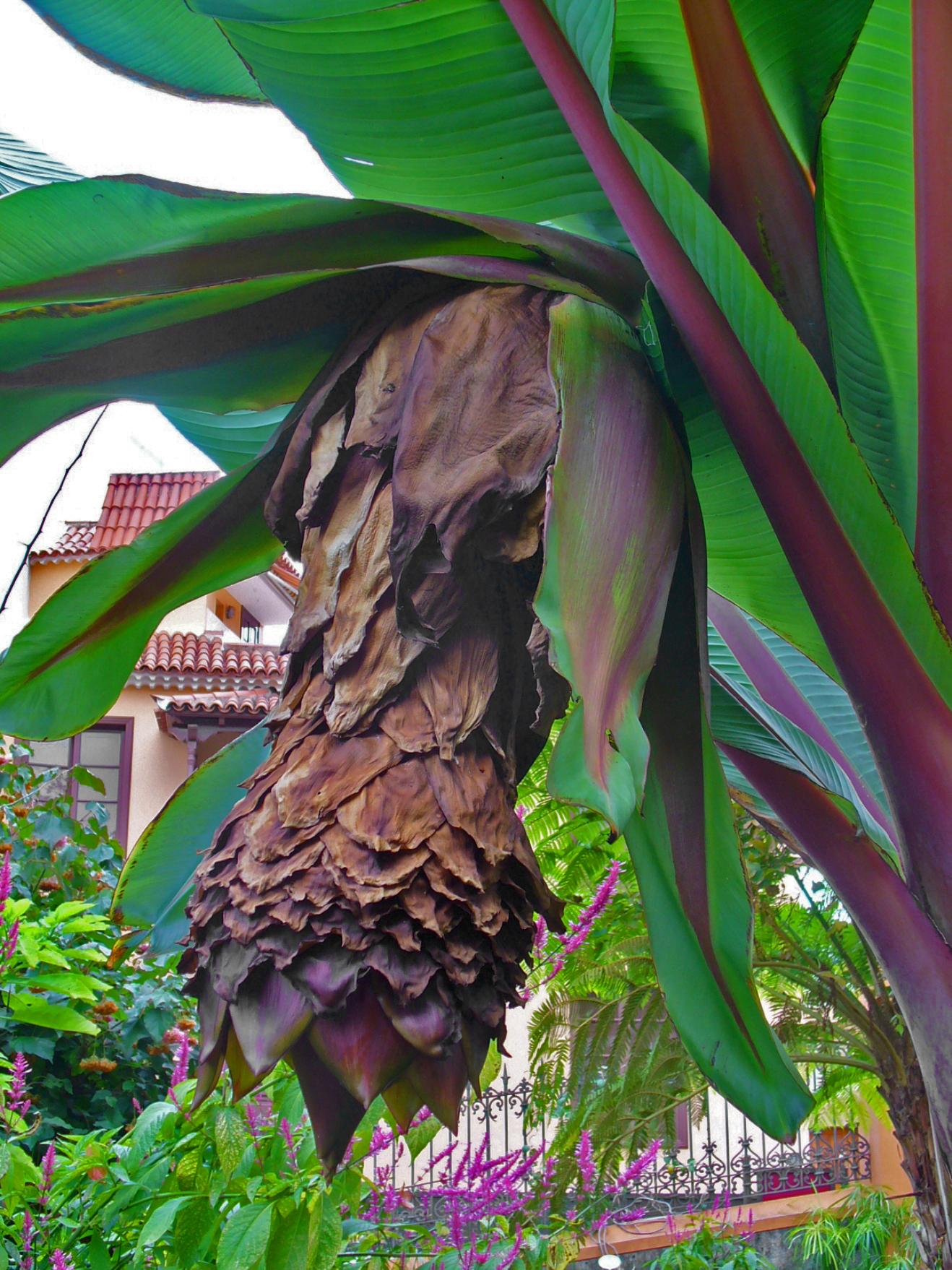
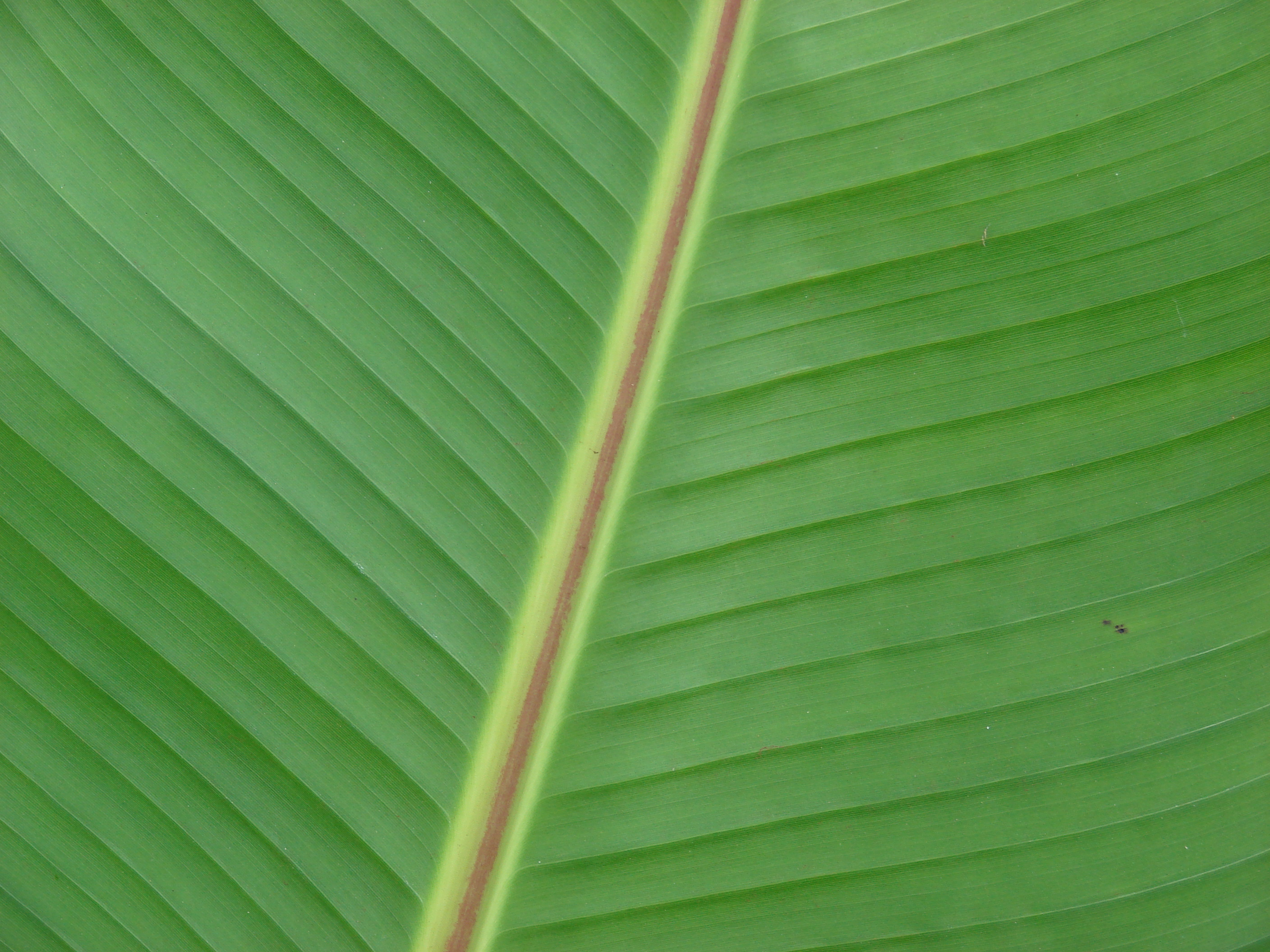
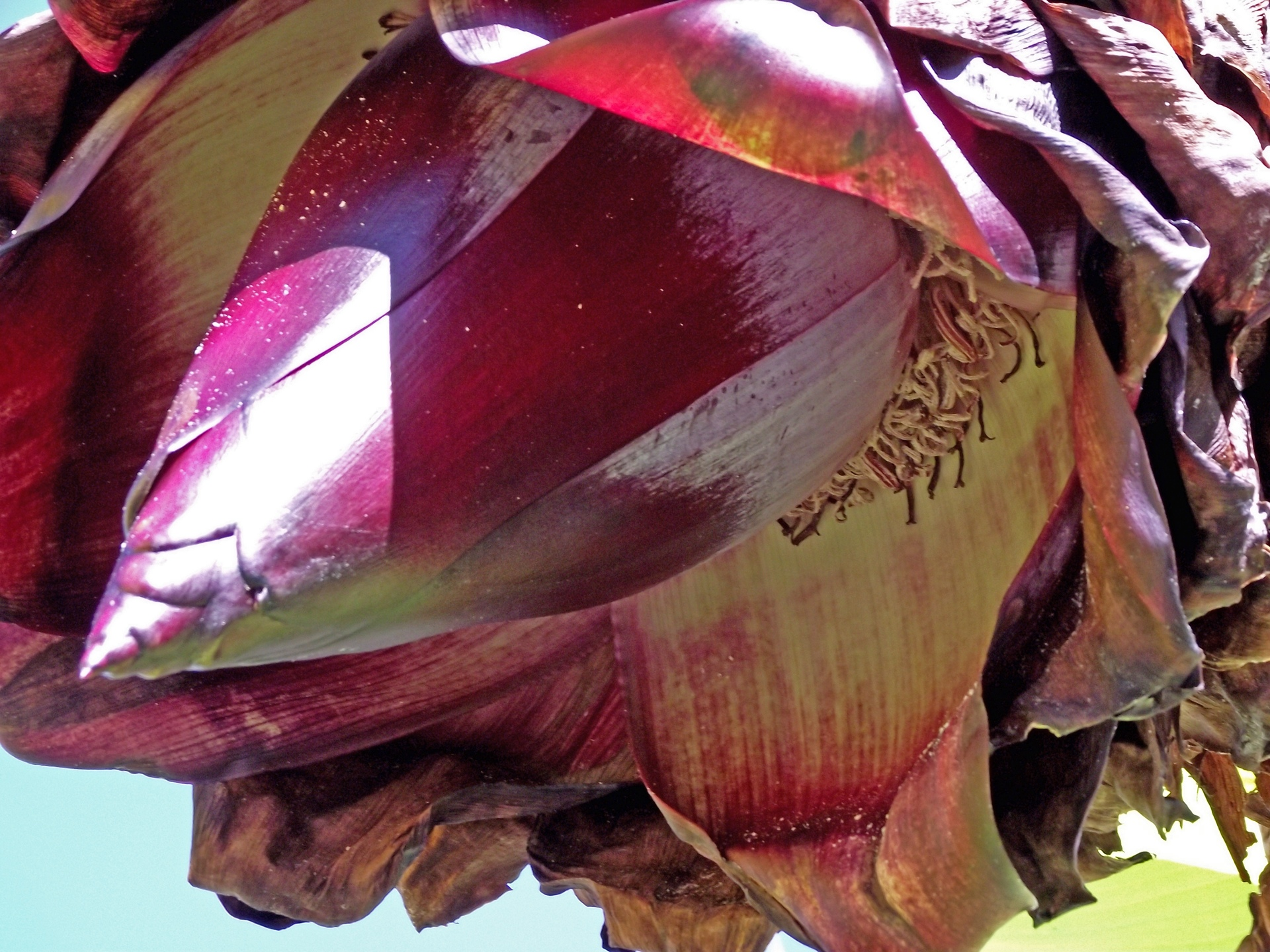
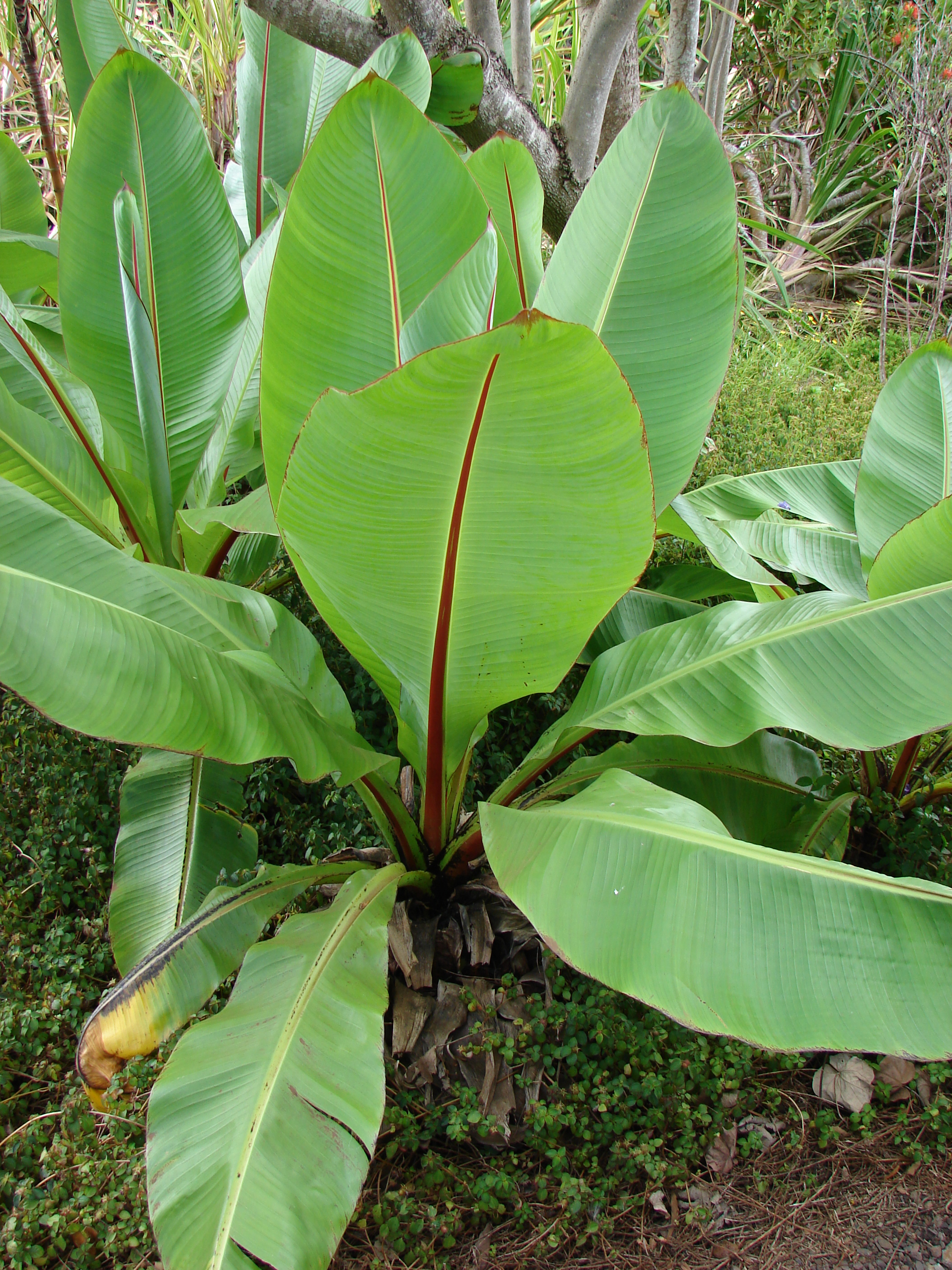